# Le Parcq
Le Parcq là một xã trong tỉnh Pas-de-Calais, vùng Hauts-de-France, Pháp.

## Địa lý
Le Parcq có cự ly khoảng 18 miles (29 km) về phía đông nam Montreuil-sur-Mer, trên đường N39, trong thung lũng sông Ternoise.

## Dân số
| 1962                                                              | 1968 | 1975 | 1982 | 1990 | 1999 | 2006 |
| ----------------------------------------------------------------- | ---- | ---- | ---- | ---- | ---- | ---- |
| 603                                                               | 604  | 586  | 570  | 633  | 702  | 752  |
| Số liệu điều tra dân số tính từ năm 1962, dân số chỉ tính một lần |      |      |      |      |      |      |